# 青地茂綱
青地 茂綱（あおち しげつな）は、戦国時代の武将。
勝兵衛。式部少輔、のち駿河守。

## 生涯
蒲生定秀の次男として誕生。母が馬淵氏の出身であったので近江国の国人・青地長綱（号・道徹、馬淵一族）の養子となった（『近江蒲生郡志』では、「青地猶子」としている）。
はじめ六角氏に属し、永禄6年（1563年）2月11日付の着到状によると、率いた兵は1500騎を超えた（栗太志）とされる。「六角氏式目」にも連署、連者20名（序列が上から20番目以内ということ）に含まれている。
永禄11年（1568年）、織田信長が上洛するとこれに降る。以降は兄・蒲生賢秀と共に織田勢として伊勢国の北畠家の攻略などに従軍。後に浅井氏・朝倉氏が織田氏と敵対すると宇佐山城の守備に森可成・織田信治らと共に就くが、元亀元年（1570年）9月、浅井・朝倉連合軍、約3万人が出撃したとの知らせを受けると、森可成や織田信治と共に城を打って出て坂本に陣を構え迎撃したが、敗れて討死した（宇佐山城の戦い、志賀の陣）。
茂綱は休む間もなく激闘を繰り広げた末に壮烈な討死を遂げたが、浅井・朝倉勢が茂綱の首を切り落としたところ、喉から手拭いが転がり落ちてきた。茂綱は濡れた手拭で口中の渇きを癒しつつ、次々と押し寄せる連合軍の敵兵に対処していた。
41歳とあるが、それが事実だと長兄の賢秀（37歳）を越えてしまうことになる。賢誉。
家督は子の元珍が継いだ。

## 兄弟姉妹
- 『近江蒲生郡志』では、蒲生賢秀、茂綱、女子（神戸友盛室）、女子（美濃部上総介室）、小倉実隆、女子（池田忠知室、早世）、女子（関盛信室）[4]。
- 『藩翰譜』では、蒲生賢秀、小倉実隆、某（藤右衛門尉）、茂綱、女子（神戸友盛の妻）、女子（関盛信の妻）[1]。